# Prowincja Lecco
Prowincja Lecco (wł. Provincia di Lecco) – prowincja we Włoszech. 
Nadrzędną jednostką podziału administracyjnego jest region (tu: Lombardia), a podrzędną jest gmina.
Liczba gmin w prowincji: 90. 